# سن الكلب
سِن الكلب (الاسم العلمي: Cynodon)، جنس أسماك نهرية من فصيلة أسماك سن الكلب من أمريكا الجنوبية الاستوائية، بما في ذلك حوضي الأمازون وأورينوكو والأنهار في غيانا. يصل طول هذه الأسماك المفترسة إلى 32.2 سم (1.06 قدم). تتغذى بشكل أساسي على الأسماك، ولكنها تتناول الحشرات أيضًا.

## الأنواع
توجد حاليًا ثلاثة أنواع موصوفة في هذا الجنس
- Cynodon gibbus (لويس أغاسيز, 1829)
- Cynodon meionactis Géry، Le Bail & Keith, 1999
- Cynodon septenarius Toledo-Piza, 2000